# Hrvatski streličarski savez
Hrvatski streličarski savez je krovna hrvatska streličarska organizacija.
Međunarodni naziv za Hrvatski streličarski savez je Croatian Archery Association.
Član je World Archery Federation (WA), International Field Archery Association (IFAA), HDH International Archery Association (HDH IAA) i World Archery Europe (WAE)
Osnovan je 29. rujna 1972. godine u Moščenićkoj Dragi.
Sjedište saveza je u ulici Hrvatskog proljeća 34, u Zagrebu.
Napomena: Gađanje u polju [Field archery], koje se odnosi na gađanje u 2D mete (u polju) i 3D streličarstvo se službeno navode kao zasebne discipline, ali je 3D (kao i 2D) zapravo poddisciplina Gađanja u polju te je tako i tretirana na ovoj stranici radi preglednije sistematizacije.

## Svjetske igre - Gađanje u polju
3D disciplina se ne održava.

#### Pojedinačno
| # | Streličar(ka)              | Luk     | Zlato | Srebro | Bronca | Ukupno |
| - | -------------------------- | ------- | ----- | ------ | ------ | ------ |
| 1 | Ivana Buden, Domagoj Buden | složeni | 0     | 0      | 1      | 1      |

## Svjetsko prvenstvo
| Medalje | Gađanje u metu | Gađanje u metu | Gađanje u metu | Gađanje u metu | Gađanje u metu | Gađanje u metu | Gađanje u metu | Gađanje u metu | Gađanje u polju | Gađanje u polju | Gađanje u polju | Gađanje u polju | Gađanje u polju | Gađanje u polju | Gađanje u polju | Gađanje u polju | Clout | Clout | Ukupno |
| Medalje | na otvorenom   | na otvorenom   | na otvorenom   | na otvorenom   | u dvorani      | u dvorani      | u dvorani      | u dvorani      | mete            | mete            | mete            | mete            | 3D              | 3D              | 3D              | 3D              | Clout | Clout | Ukupno |
| ------- | -------------- | -------------- | -------------- | -------------- | -------------- | -------------- | -------------- | -------------- | --------------- | --------------- | --------------- | --------------- | --------------- | --------------- | --------------- | --------------- | ----- | ----- | ------ |
| Medalje | M              | Ž              | ekipno         | ekipno         | M              | Ž              | ekipno         | ekipno         | M               | Ž               | ekipno          | ekipno          | M               | Ž               | ekipno          | ekipno          | M     | Ž     | Ukupno |
| Medalje | M              | Ž              | M              | Ž              | M              | Ž              | M              | Ž              | M               | Ž               | M               | Ž               | M               | Ž               | M               | Ž               | M     | Ž     | Ukupno |
| Zlato   | \              | 0              | \              | \              | \              | \              | 0              | \              | \               | 1               | \               | \               | \               | \               | \               | \               | \     | \     | 1      |
| Srebro  | \              | 1              | \              | \              | \              | \              | 0              | \              | \               | 1               | \               | \               | \               | \               | \               | \               | \     | \     | 2      |
| Bronca  | \              | 0              | \              | \              | \              | \              | 1              | \              | \               | 0               | \               | \               | \               | \               | \               | \               | \     | \     | 1      |

| Medalje | zakrivljeni luk * | zakrivljeni luk * | zakrivljeni luk * | zakrivljeni luk * | složeni luk | složeni luk | složeni luk | složeni luk | goli luk | goli luk | goli luk | goli luk | instinktivni luk | instinktivni luk | instinktivni luk | instinktivni luk | dugi luk | dugi luk | dugi luk | dugi luk | Ukupno |
| ------- | ----------------- | ----------------- | ----------------- | ----------------- | ----------- | ----------- | ----------- | ----------- | -------- | -------- | -------- | -------- | ---------------- | ---------------- | ---------------- | ---------------- | -------- | -------- | -------- | -------- | ------ |
| Medalje | M                 | Ž                 | ekipno            | ekipno            | M           | Ž           | ekipno      | ekipno      | M        | Ž        | ekipno   | ekipno   | M                | Ž                | ekipno           | ekipno           | M        | Ž        | ekipno   | ekipno   | Ukupno |
| Medalje | M                 | Ž                 | M                 | Ž                 | M           | Ž           | M           | Ž           | M        | Ž        | M        | Ž        | M                | Ž                | M                | Ž                | M        | Ž        | M        | Ž        | Ukupno |
| Zlato   | \                 | \                 | \                 | \                 | \           | 1           | \           | \           | \        | \        | \        | \        | \                | \                | \                | \                | \        | \        | \        | \        | 1      |
| Srebro  | \                 | \                 | \                 | \                 | \           | 2           | \           | \           | \        | \        | \        | \        | \                | \                | \                | \                | \        | \        | \        | \        | 2      |
| Bronca  | \                 | \                 | \                 | \                 | \           | 0           | \           | \           | \        | \        | \        | \        | \                | \                | \                | \                | \        | \        | \        | \        | 0      |

* olimpijski luk

### Gađanje u metu

#### Pojedinačno
| # | Streličar(ka) | Luk     | Zlato    | Zlato   | Srebro   | Srebro  | Bronca   | Bronca  | Ukupno |
| - | ------------- | ------- | -------- | ------- | -------- | ------- | -------- | ------- | ------ |
| # | Streličar(ka) | Luk     | otvoreno | dvorana | otvoreno | dvorana | otvoreno | dvorana | Ukupno |
| 1 | Ivana Buden   | složeni | 0        | 0       | 1        | 0       | 0        | 0       | 1      |

#### Ekipno
Najbolji rezultat je 3. mjesto muške reprezentacije 2012.

### Gađanje u polju

#### Pojedinačno
| # | Streličar(ka) | Luk     | Zlato | Zlato | Srebro | Srebro | Bronca | Bronca | Ukupno |
| - | ------------- | ------- | ----- | ----- | ------ | ------ | ------ | ------ | ------ |
| # | Streličar(ka) | Luk     | 2D    | 3D    | 2D     | 3D     | 2D     | 3D     | Ukupno |
| 1 | Ivana Buden   | složeni | 1     | 0     | 1      | 0      | 0      | 0      | 2      |

Najbolji rezultat u 3D ostvario je Ivan Mustapić 8. mjestom u disciplini složeni luk 2013.

## Svjetski kup

### Gađanje u metu

#### Pojedinačno
| # | Streličar(ka) | Luk     | Zlato    | Zlato   | Srebro   | Srebro  | Bronca   | Bronca  | Ukupno |
| - | ------------- | ------- | -------- | ------- | -------- | ------- | -------- | ------- | ------ |
| # | Streličar(ka) | Luk     | otvoreno | dvorana | otvoreno | dvorana | otvoreno | dvorana | Ukupno |
| 1 | Ivana Buden   | složeni | 0        | 0       | 3        | 0       | 1        | 0       | 4      |
| 2 | Domagoj Buden | složeni | 0        | 0       | 0        | 0       | 1        | 0       | 1      |

| # | Streličar(ka) | Luk     | Zlato    | Zlato   | Srebro   | Srebro  | Bronca   | Bronca  | Ukupno |
| - | ------------- | ------- | -------- | ------- | -------- | ------- | -------- | ------- | ------ |
| # | Streličar(ka) | Luk     | otvoreno | dvorana | otvoreno | dvorana | otvoreno | dvorana | Ukupno |
| 1 | Ivana Buden   | složeni | 0        | 0       | 0        | 0       | 1        | 0       | 1      |

Ukupni poredak
| Streličar(ka) | Pozicija | Godine |
| ------------- | -------- | ------ |
| Ivana Buden   | 3.       | 2009.  |

#### Ekipno
| # | Streličar(ka)                          | Luk     | Zlato | Srebro | Bronca | Ukupno |
| - | -------------------------------------- | ------- | ----- | ------ | ------ | ------ |
| 1 | Ivana Buden, Lana Koller, Tanja Zorman | složeni | 0     | 1      | 0      | 1      |

### Gađanje u polju
Službeni naziv natjecanja je Pro Archery Field Series i neslužbeni je svjetski Field kup. Mete su 2D, a lukovi složeni.

##### Pojedinačno
| # | Streličar(ka) | Luk     | Zlato | Srebro | Bronca | Ukupno |
| - | ------------- | ------- | ----- | ------ | ------ | ------ |
| 1 | Ivana Buden   | složeni | 9     | 5      | 2      | 15     |
| 2 | Domagoj Buden | složeni | 0     | 1      | 0      | 1      |

Ukupna pobjeda
| Streličar(ka) | Svi | M/Ž | Godine                  |
| ------------- | --- | --- | ----------------------- |
| Ivana Buden   |     | 4   | 2011., '13., '15., '16. |

## Europske igre

### Gađanje u metu

#### Pojedinačno
Matija Mihalić plasirao se među 32. u zakrivljenom luku.

## Prvo mjesto na WA ljestvici

### Gađanje u metu
Složeni luk
|  | - Ivana Buden bila je na 1. mjestu 14 dana. |

Ostali najbolji rezultati
- Gađanje u metu
  - olimpijski luk (M): 18. Alen Remar
  - olimpijski luk (Ž): 44. Tihana Kovačić
  - složeni luk (M): 2. Goran Villi
  - složeni luk (M): 6. Domagoj Buden

## Svjetski rekorderi
(nepotpuna lista)

= izjednačenje rekorda
| Streličar(ka) | Streličar(ka) | Σ  | Luk   | Luk   | Luk  | Lokacija | Lokacija | Mete | Mete | Mete | E | Discipline   |
|               |               | Σ  | Zakr. | Slož. | Goli | Out      | In       | 2D   | 3D   | Flag | E | Discipline   |
| ------------- | ------------- | -- | ----- | ----- | ---- | -------- | -------- | ---- | ---- | ---- | - | ------------ |
| Ž             | Ines Rušnjak  | 1x | —     | —     | 1x   | —        | 1x       | 1x   | —    | —    | — | goli luk 25m |

## Nacionalni rekordi
| WR | Svjetski rekord       |
| ER | Europski rekord       |
|    | Olimpijske discipline |
|    | Ukinute discipline    |

### Gađanje u metu
Apsolutni rekordi (neovisni o dobnoj kategoriji)
| Disciplina               | Disciplina               | Pojedinačno; Lukovi      | Pojedinačno; Lukovi      | Pojedinačno; Lukovi | Pojedinačno; Lukovi | Pojedinačno; Lukovi   | Pojedinačno; Lukovi   | Pojedinačno; Lukovi | Pojedinačno; Lukovi      | Pojedinačno; Lukovi | Pojedinačno; Lukovi  | Pojedinačno; Lukovi | Pojedinačno; Lukovi         |
| Disciplina               | Disciplina               | Zakrivljeni (Olimpijski) | Zakrivljeni (Olimpijski) | Složeni             | Složeni             | Standardni            | Standardni            | Goli                | Goli                     | Instinktivni        | Instinktivni         | Dugi                | Dugi                        |
|                          |                          | M                        | Ž                        | M                   | Ž                   | M                     | Ž                     | M                   | Ž                        | M                   | Ž                    | M                   | Ž                           |
| n a o t v o r e n o m    |                          |                          |                          |                     |                     |                       |                       |                     |                          |                     |                      |                     |                             |
| ------------------------ | ------------------------ | ------------------------ | ------------------------ | ------------------- | ------------------- | --------------------- | --------------------- | ------------------- | ------------------------ | ------------------- | -------------------- | ------------------- | --------------------------- |
| n a o t v o r e n o m    | 1440 ukupno              | 1303 Krešimir Štrukelj   | 1243 Viktorija Sukser    | 1394 Domagoj Buden  | 1406 Ivana Buden    | 1224 Predrag Gešpaher | 991 Marija Zubčić     | 1304 Robert Potrkač | 1159 Anica Lacković      | 1339 Robert Potrkač | 985 Ljiljana Kos     | 1297 Robert Potrkač | 1148 Irena Stein Medvidović |
| n a o t v o r e n o m    | 90m 1440                 |                          |                          |                     |                     |                       |                       |                     |                          |                     |                      |                     |                             |
| n a o t v o r e n o m    | 70m 1440                 |                          |                          |                     |                     |                       |                       |                     |                          |                     |                      |                     |                             |
| n a o t v o r e n o m    | 60m 1440                 |                          |                          |                     |                     |                       |                       |                     |                          |                     |                      |                     |                             |
| n a o t v o r e n o m    | 50m 1440                 |                          |                          |                     |                     |                       |                       |                     |                          |                     |                      |                     |                             |
| n a o t v o r e n o m    | 40m 1440                 |                          |                          |                     |                     |                       |                       |                     |                          |                     |                      |                     |                             |
| n a o t v o r e n o m    | 30m 1440                 |                          |                          |                     |                     |                       |                       |                     |                          |                     |                      |                     |                             |
| n a o t v o r e n o m    | 25m 1440                 |                          |                          |                     |                     |                       |                       |                     |                          |                     |                      |                     |                             |
| n a o t v o r e n o m    | 20m 1440                 |                          |                          |                     |                     |                       |                       |                     |                          |                     |                      |                     |                             |
| n a o t v o r e n o m    | 15m 1440                 |                          |                          |                     |                     |                       |                       |                     |                          |                     |                      |                     |                             |
| n a o t v o r e n o m    | 900 ukupno               | 867 Matija Mihalić       | 824 Tihana Kovačić       | 896 Domagoj Buden   | 889 Amanda Mlinarić | 829 Željko Ahel       | 766 Sanela Kovačić    | 859 Robert Potrkač  | 793 Ivana Šebalj Golenko | 877 Igor Krušić     | 804 Katarina Nosil   | 854 Rajko Žigić     | 779 Ljudmila Zorko          |
| n a o t v o r e n o m    | 60m 900                  |                          |                          |                     |                     |                       |                       |                     |                          |                     |                      |                     |                             |
| n a o t v o r e n o m    | 50m 900                  |                          |                          |                     |                     |                       |                       |                     |                          |                     |                      |                     |                             |
| n a o t v o r e n o m    | 40m 900                  |                          |                          |                     |                     |                       |                       |                     |                          |                     |                      |                     |                             |
| n a o t v o r e n o m    | 30m 900                  |                          |                          |                     |                     |                       |                       |                     |                          |                     |                      |                     |                             |
| n a o t v o r e n o m    | 25m 900                  |                          |                          |                     |                     |                       |                       |                     |                          |                     |                      |                     |                             |
| n a o t v o r e n o m    | 20m 900                  |                          |                          |                     |                     |                       |                       |                     |                          |                     |                      |                     |                             |
| n a o t v o r e n o m    | 15m 900                  |                          |                          |                     |                     |                       |                       |                     |                          |                     |                      |                     |                             |
| n a o t v o r e n o m    | 720 (122cm)              | 679 Matija Mihalić       | 647 Tihana Kovačić       | 694 Goran Villi     | 695 Ivana Buden     | 633 Robert Potrkač    | 612 Valentina Vučetić | 630 Jurica Lacković | 622 Martina Pervan       | 687 Dario Marošević | 639 Mikaela Heinrich | 685 Igor Krušić     | 630 Katarina Nosil          |
| n a o t v o r e n o m    | 50m 720 (122cm)          |                          |                          |                     |                     |                       |                       |                     |                          |                     |                      |                     |                             |
| n a o t v o r e n o m    | 40m 720 (122cm)          |                          |                          |                     |                     |                       |                       |                     |                          |                     |                      |                     |                             |
| n a o t v o r e n o m    | FITA 12 strijela         |                          |                          |                     |                     |                       |                       |                     |                          |                     |                      |                     |                             |
| n a o t v o r e n o m    | 2x1440                   |                          |                          |                     |                     |                       |                       |                     |                          |                     |                      |                     |                             |
| n a o t v o r e n o m    | 2x18                     |                          |                          |                     |                     |                       |                       |                     |                          |                     |                      |                     |                             |
| n a o t v o r e n o m    | 2x25                     |                          |                          |                     |                     |                       |                       |                     |                          |                     |                      |                     |                             |
| n a o t v o r e n o m    | 2x25 + 2x18              |                          |                          |                     |                     |                       |                       |                     |                          |                     |                      |                     |                             |
| n a o t v o r e n o m    | 2x25(80cm) + 2x1?        |                          |                          |                     |                     |                       |                       |                     |                          |                     |                      |                     |                             |
| n a o t v o r e n o m    | 2x25(80cm) + 2x1?        |                          |                          |                     |                     |                       |                       |                     |                          |                     |                      |                     |                             |
| n a o t v o r e n o m    | 2x18 (12 strijela)       |                          |                          |                     |                     |                       |                       |                     |                          |                     |                      |                     |                             |
| n a o t v o r e n o m    | 2x18 (15 strijela)       |                          |                          |                     |                     |                       |                       |                     |                          |                     |                      |                     |                             |
| n a o t v o r e n o m    | 2x50 (80cm)              |                          |                          |                     |                     |                       |                       |                     |                          |                     |                      |                     |                             |
| n a o t v o r e n o m    | 2x50 (15 strijela)       |                          |                          |                     |                     |                       |                       |                     |                          |                     |                      |                     |                             |
| n a o t v o r e n o m    | 2x18 (60cm)              |                          |                          |                     |                     |                       |                       |                     |                          |                     |                      |                     |                             |
| n a o t v o r e n o m    | 2x25m                    |                          |                          |                     |                     |                       |                       |                     |                          |                     |                      |                     |                             |
| n a o t v o r e n o m    | 2x70m                    |                          |                          |                     |                     |                       |                       |                     |                          |                     |                      |                     |                             |
| n a o t v o r e n o m    | Dupla FITA / FITA 144    |                          |                          |                     |                     |                       |                       |                     |                          |                     |                      |                     |                             |
| n a o t v o r e n o m    | FITA 72                  |                          |                          |                     |                     |                       |                       |                     |                          |                     |                      |                     |                             |
| n a o t v o r e n o m    | FITA 900                 |                          |                          |                     |                     |                       |                       |                     |                          |                     |                      |                     |                             |
| n a o t v o r e n o m    | 60m FITA 900             |                          |                          |                     |                     |                       |                       |                     |                          |                     |                      |                     |                             |
| n a o t v o r e n o m    | 50m FITA 900             |                          |                          |                     |                     |                       |                       |                     |                          |                     |                      |                     |                             |
| n a o t v o r e n o m    | 40m FITA 900             |                          |                          |                     |                     |                       |                       |                     |                          |                     |                      |                     |                             |
| u z a t v o r e n o m    | ?                        |                          |                          |                     |                     |                       |                       |                     |                          |                     |                      |                     |                             |
|                          |                          | M                        | Ž                        | M                   | Ž                   | M                     | Ž                     | M                   | Ž                        | M                   | Ž                    | M                   | Ž                           |
| Zakrivljeni (Olimpijski) | Zakrivljeni (Olimpijski) | Složeni                  | Složeni                  | Standardni          | Standardni          | Goli                  | Goli                  | Instinktivni        | Instinktivni             | Dugi                | Dugi                 |                     |                             |

## Ostalo
Prvi streličarski klub u Hrvatskoj osnovan je 2. listopada 1955. godine u Zagrebu.
Svjetska prvenstva u Hrvatskoj
- SP u gađanju u polju 2014., Zagreb
- SP u gađanju u polju 2004., Plitvice
- SP u gađanju u polju 1974., Zagreb

Mlađe kategorije na svjetskim natjecanjima
nakon 2017.
| Natjecanje  | Natjecanje | Spol   | Spol |   |   |   | Ukupno |
| ----------- | ---------- | ------ | ---- | - | - | - | ------ |
| t a r g e t | SP U21     | M      | M    | 0 | 1 | 1 | 2      |
| t a r g e t | SP U21     | Ž      | Ž    | 0 | 0 | 0 | 0      |
| t a r g e t | SP U21     | ekipno | M    | 0 | 0 | 1 | 1      |
| t a r g e t | SP U21     | ekipno | Ž    | 0 | 0 | 1 | 1      |
| t a r g e t |            |        |      |   |   |   |        |
| t a r g e t | SP U18     | M      | M    | 1 | 0 | 1 | 2      |
| t a r g e t | SP U18     | Ž      | Ž    | 0 | 0 | 1 | 1      |
| t a r g e t | SP U18     | Mix    | Mix  | 0 | 1 | 0 | 1      |
| t a r g e t |            |        |      |   |   |   |        |
| t a r g e t | OIM        | M      | M    | 0 | 0 | 0 | 0      |
| t a r g e t | OIM        | Ž      | Ž    | 0 | 0 | 0 | 0      |
|             |            |        |      |   |   |   |        |
| f i e l d   | SP U21     | M      | M    | 3 | 0 | 2 | 5      |
| f i e l d   | SP U21     | Ž      | Ž    | 1 | 1 | 0 | 2      |
| f i e l d   |            |        |      |   |   |   |        |
| f i e l d   | SP U18     | M      | M    | 0 | 0 | 0 | 0      |
| f i e l d   | SP U18     | Ž      | Ž    | 0 | 0 | 0 | 0      |

### Međunarodna natjecanja u Hrvatskoj
Napomena: Moguće da su 3D I.A.A. Grand Prix i HDH IAA Grand Prix ista natjecanja, te Centralni europski kup i FITA kup ista natjecanja - informacije impliciraju, ali za sada nema direktnog izvora.
| Turniri s barem 15 izdanja ili 1. turniri svoje vrste u Hrvatskoj ili turniri posebni u europskim razmjerima | Turniri s barem 15 izdanja ili 1. turniri svoje vrste u Hrvatskoj ili turniri posebni u europskim razmjerima | Turniri s barem 15 izdanja ili 1. turniri svoje vrste u Hrvatskoj ili turniri posebni u europskim razmjerima | Turniri s barem 15 izdanja ili 1. turniri svoje vrste u Hrvatskoj ili turniri posebni u europskim razmjerima | Turniri s barem 15 izdanja ili 1. turniri svoje vrste u Hrvatskoj ili turniri posebni u europskim razmjerima | Turniri s barem 15 izdanja ili 1. turniri svoje vrste u Hrvatskoj ili turniri posebni u europskim razmjerima | Turniri s barem 15 izdanja ili 1. turniri svoje vrste u Hrvatskoj ili turniri posebni u europskim razmjerima | Turniri s barem 15 izdanja ili 1. turniri svoje vrste u Hrvatskoj ili turniri posebni u europskim razmjerima |
| Fed. | Tip | Tip | Naziv turnira                                                                                                | Lokacija | 1. izdanje                                                                                                   | Zadnje izdanje                                                                                               | Bilješke |
| Fed. | ? | ? | Naziv turnira                                                                                                | Lokacija | 1. izdanje                                                                                                   | Zadnje izdanje                                                                                               | Bilješke |
| --- | --- | --- | --- | --- | --- | --- | --- |
| | polje | 3D | 3D I.A.A. Grand Prix u Hrvatskoj                                                                             | | 2011. | ?? | 2011. 3D I.A.A. je zamijenila EAA 3-D federaciju; |
| WA | polje | meta | Alpe Adria Field Cup (AAFC) u Hrvatskoj                                                                      | više | 2010.ili2011.                                                                                                | održava se                                                                                                   | osnovale 2010. Austrija, Hrvatska, Italija (predstavlja ju regionalna ekipa pokrajine Furlanija - Venecija - Julijska krajina (skraćeno FVG) i Slovenija - 2014. se pridružila Mađarska; nazivao se "Alpski pokal field 24 + 24", "Alpe Adria field pokal"; |
| | | meta | Centralni europski kup (CEC) / CEC Srednjoeuropski kup u Hrvatskoj                                           | više | 2010.ili2011.                                                                                                | održava se                                                                                                   | Central European Cup; osnovale 2010. Hrvatska, Mađarska i Slovenija - kasnije se pridružile Austrija, Rumunjska, Slovačka, Srbija...; |
| | polje | 3D | E.A.A. 3D Europski kup u Hrvatskoj                                                                           | više | barem 2009.                                                                                                  | 2010. | Bjelovar, Poreč; EAA 3-D je osnovana 1995./1996.; 1. EAA 3-D Alpski kup je održan 1995.; 2011. zamijenila ju je 3D I.A.A. federacija; |
| WAE | otv. | meta | European Grand Prix u Hrvatskoj                                                                              | više | barem 2008.                                                                                                  | održava se povremeno                                                                                         | Poreč, Umag; |
| | | meta | FITA kup / FITA Srednjoeuropski kup u Hrvatskoj                                                              | Dugo Selo | barem 2010.                                                                                                  | održava se povremeno                                                                                         | FITA Cup; Hrvatska, Mađarska, Slovenija; |
| | polje | 3D | HDH IAA Grand Prix u Hrvatskoj                                                                               | | barem 2012.                                                                                                  | održava se                                                                                                   | [ 22 ] |
| WA | polje | 3D | Jadranski 3D kup / Jadranski 3D pokal / Alpe Adria 3D pokal u Hrvatskoj                                      | više | barem 2008.                                                                                                  | održava se                                                                                                   | [ 23 ] [ 24 ] |
| WA | otv. | meta | WA Svjetski streličarski kup u Hrvatskoj                                                                     | Poreč | 2006. | 2011. | dio inauguralne sezone Svjetskog kupa (Archery World Cup); |
| | | | | | | | |
| | zatv. | meta | ?? | Mala Subotica                                                                                                | barem 2012.                                                                                                  | održava se                                                                                                   | [ 25 ] |
| | | | Božićni turnir Varaždin                                                                                      | Varaždin | 1993. | održava se                                                                                                   | [ 26 ] |
| | | | Dan grada Siska                                                                                              | Sisak | 2000. | održava se                                                                                                   | |
| | | | Dupla FITA Rijeka                                                                                            | Rijeka | barem 2007.                                                                                                  | ?? | [ 27 ] |
| | | | FITA 144 Jalžabet                                                                                            | Jalžabet | 2016. | održava se                                                                                                   | [ 28 ] [ 29 ] |
| | zatv. | meta | Martinjski turnir                                                                                            | Ljubešćica (Novi Marof)                                                                                      | 2008. | održava se                                                                                                   | [ 30 ] |
| | | | Memorijalni turnir brigadira Stjepana Grgca                                                                  | Sisak | barem 2008.                                                                                                  | održava se                                                                                                   | [ 31 ] [ 32 ] |
| | zatv. | meta | Novogodišnji turnir Čakovec                                                                                  | Čakovec | . | održava se                                                                                                   | |
| | zatv. | meta | Sisačka zima                                                                                                 | Sisak | 2010. | održava se                                                                                                   | [ 33 ] |
| | | | Siscia Open Field                                                                                            | Sisak | barem 2010.                                                                                                  | održava se                                                                                                   | |
| | | | Streličarski turnir za trofej Svetog Jurja                                                                   | Đurđevac | . | održava se                                                                                                   | turnir u gađanju srednjovjekovnim lukom; |
| | zatv. | meta | Sveti Nikola                                                                                                 | Sisak | 2009. | održava se                                                                                                   | [ 35 ] [ 36 ] |
| | zatv. | meta | Sveti Sebastijan                                                                                             | Zagreb | 1995. | održava se                                                                                                   | [ 37 ] [ 38 ] |
| | | | Svetoivanjski turnir                                                                                         | Sveti Ivan Žabno                                                                                             | 2008. | održava se                                                                                                   | [ 39 ] |
| | | | Štit grofa Konjskog                                                                                          | Konjščina | barem 2009.                                                                                                  | održava se                                                                                                   | [ 40 ] |
| | | | Varaždin Open                                                                                                | Varaždin | . | održava se                                                                                                   | |
| | | | Veliki pehar Nikole Zrinskog                                                                                 | Čakovec | 1993. | održava se                                                                                                   | [ 41 ] |
| | | | Vitez grada Čakovca                                                                                          | Čakovec | 1994. | održava se                                                                                                   | [ 42 ] |
| | | | Zlatna strijela Preloga / Draško Mihinjač – Zlatna strijela Preloga                                          | Prelog | 1995. | održava se                                                                                                   | [ 43 ] |

## Vanjske poveznice
- Hrvatski streličarski savez
- Ianseo, baza rezultata u streličarstvu